# Исчезновение Avro Tudor над Атлантическим океаном (1948)
Avro Tudor IV «Star Tiger» (Регистрация G-AHNP) был пассажирским самолётом, принадлежащим и управляемым British South American Airways (BSAA), который бесследно исчез над Атлантическим океаном во время полёта между Санта-Марией на Азорских островах и Бермудами ранним утром 30 января 1948 года. Причины исчезновения самолёта до сих пор неизвестны, что способствует поддержанию легенды о Бермудском треугольнике.

## Контекст
British South American Airways (BSAA) была авиакомпанией, созданной бывшими пилотами Второй мировой войны в попытке обеспечить обслуживание на ранее неиспользуемых южноамериканских торговых и пассажирских маршрутах. Первоначально названная British Latin American Air Lines (BLAIR), она была отделена от British Overseas Airways Corporation для управления её южноатлантическими маршрутами. Оказание трансатлантических услуг началось в марте 1946 года, когда BSAA Avro Lancastrian совершил первый оперативный рейс из лондонского аэропорта Хитроу. Авиакомпания эксплуатировала в основном самолёты Avro: Йорков, Ланкастеров и Тюдоров, а также летала на Бермуды, в Вест-Индию и на западное побережье Южной Америки.

## Самолёт
Star Tiger был одной из трёх увеличенных и улучшенных версий Avro Tudor, обозначенной Tudor IV; он совершил 11 трансатлантических полётов, в общей сложности 575 часов лётного времени, с момента его первоначального испытательного полёта 4 ноября 1947 года. Кабина была рассчитана на 32 пассажира, кокпит для экипажа из трёх человек, состоящего из капитана, первого офицера и авиационного инженера. Четырёхмоторный дальнемагистральный самолёт был оснащён четырьмя двигателями Rolls-Royce Merlin.
Мнения пилотов BSAA относительно Avro Tudor разделились. Некоторые, как капитан Джеффри Уомерсли, были в восторге, называя его «лучшим гражданским авиалайнером в воздухе»". Другие, такие как главный пилот и менеджер магазина Гордон, критиковали несолидный дизайн, Гордон отмечал, что Avro Tudor «построен, как линкор». Главный пилот утверждал: «Он шумный, у меня нет уверенности в его двигателях, и его лётные системы в отчаянном состоянии. Американцы опередили нас на 50 лет в разработке авиационных систем.»
Star Tiger носил заводской номер 1349.

## Полёт

Карта северной Атлантики, отмечены Бермудские острова

Утром 28 января 1948 года экипаж и пассажиры поднялись на борт Star Tiger в Лиссабоне, но были вынуждены вернуться в зал ожидания аэропорта, когда пилот, капитан Брайан У. МакМиллан, сказал им, что двигатель внутреннего сгорания нуждается в осмотре. Самолёт взлетел 2,5 часа спустя и совершил посадку для 75-минутной дозаправки в Санта-Марии на Азорских островах. Тем не менее, погода была настолько плохой, что капитан Макмиллан решил, что они должны остановиться до следующего дня.
На следующий день, 29 января, Star Tiger отправился на следующий этап своего полёта на Бермуды, несмотря на сильный ветер. Макмиллан решил лететь на высоте не более чем 2000 футов (610 м), чтобы избежать худших ветров. Avro Lancastrian, принадлежащий BSAA, пилотируемый Фрэнком Гриффином, вылетел на час раньше Star Tiger, и Гриффин согласился передавать информацию о погоде на Star Tiger.
Star Tiger взлетел в 15:34 и вскоре после взлёта попал в сильный дождь и ветер. Сначала примерно в 200 милях позади «Ланкастера» Макмиллан медленно сокращал расстояние между ними, и оба самолёта оставались в радиосвязи друг с другом и Бермудами. Вторым пилотом на борту Star Tiger был Дэвид Колби DFC,, как и Макмиллан, высококвалифицированный пилот и бывший командир эскадрильи RAF Pathfinder Force.
К 01: 26 30 января, после 10 часов в воздухе, Star Tiger был всего в 150 милях (240 км) позади Ланкастера. Штурману «Ланкастера» удалось зафиксировать положение с помощью астронавигации, и он обнаружил, что ветры сбили самолёт с курса на 60 миль (97 км) в предыдущий час. К этому времени Star Tiger уже миновал точку безальтернативности, в которой он мог бы свернуть на Ньюфаундленд, и был полон решимости продолжать курс на Бермуды.
Примерно в 02:00 Сирил Эллисон, штурман Star Tiger, зафиксировал положение самолёта и узнал, что они тоже были сбиты с курса и рыскали от Бермудских островов. Он дал Макмиллану новый курс, который направил самолёт прямо в шторм. Тем не менее, Макмиллан всё ещё ожидал, что достигнет Бермудских островов, по крайней мере, с часовым запасом топлива, оставшимся после посадки.
В 03:00 капитан Гриффин на борту «Ланкастера» изменил своё расчётное время прибытия с 03:56 до 05:00 и радировал на Star Tiger, чтобы сказать, что он переключается на голосовую телефонию, чтобы связаться с Бермудским контролем подхода. Гриффин позже свидетельствовал, что он ничего не слышал от Star Tiger, что указывало бы, что он был в беде, и что с тех пор, пока он не приземлился в 04:11, его собственный самолёт не сталкивался с турбулентностью, обледенением, туманом или электрическими штормами.
Торговый корабль SS Troubadour сообщил, что видел низко летящий самолёт с мигающими огнями примерно на полпути между Бермудами и входом в залив Делавэр, а это означало, что если этим самолётом был Star Tiger, то он сильно отклонился от курса на Бермуды. Это предполагаемое наблюдение произошло около 2 часов утра.

## Потеря
В 03:04 радист Роберт Тук на борту Star Tiger запросил радиопеленг с Бермудских островов, но сигнал был недостаточно сильным, чтобы получить точные показания. Тук повторил запрос 11 минут спустя, и на этот раз бермудский радист смог получить пеленг в 72 градуса с точностью до 2 градусов. Оператор Бермудских островов передал эту информацию, и Тук подтвердил получение в 03:17. Это была последняя связь с самолётом. Оператор Бермудских островов попытался связаться со Star Tiger в 03:50 и, не получив ответа, подумал, что он перешёл на прямую радиосвязь с Бермудским контролем подхода. Однако контроль приближения сообщил, что это не так. Бермудский радист попытался в 04:05 связаться со Star Tiger, снова безуспешно, и после попытки снова в 04:40 он объявил чрезвычайное положение. Он не слышал никаких сигналов бедствия, как и никто другой, хотя многие приёмные станции слушали частоту Star Tiger.
30 января 1948 года пресс-служба сообщила о потере самолёта в 440 милях к северо-востоку от Бермудских островов.
В 1947, 1948 и 1949 годах Star Tiger, Star Ariel и Star Dust авиакомпании British South American Airways, приобретённой BOAC в 1949 году, были потеряны. Из трёх самолётов только последний был обнаружен в Андах спустя более 50 лет. На трёх рейсах погибли в общей сложности 62 человека.

### Попытки поиска
Персонал ВВС США, работающий на аэродроме, немедленно организовал спасательную операцию, которая продолжалась в течение пяти дней, несмотря на ухудшение погоды. 26 самолётов налетали 882 часа в общей сложности, надводные суда также проводили поиск, но никаких признаков Star Tiger, 31 пассажира и экипажа не было найдено; 1 февраля 1948 года поисковый самолёт B-17 сообщил о том, что он обнаружил несколько ящиков и масляную бочку в 325 милях к северо-западу от Бермудских островов; неизвестно, были ли эти обломки связаны с пропавшим самолётом или нет.

## Расследование

Church House

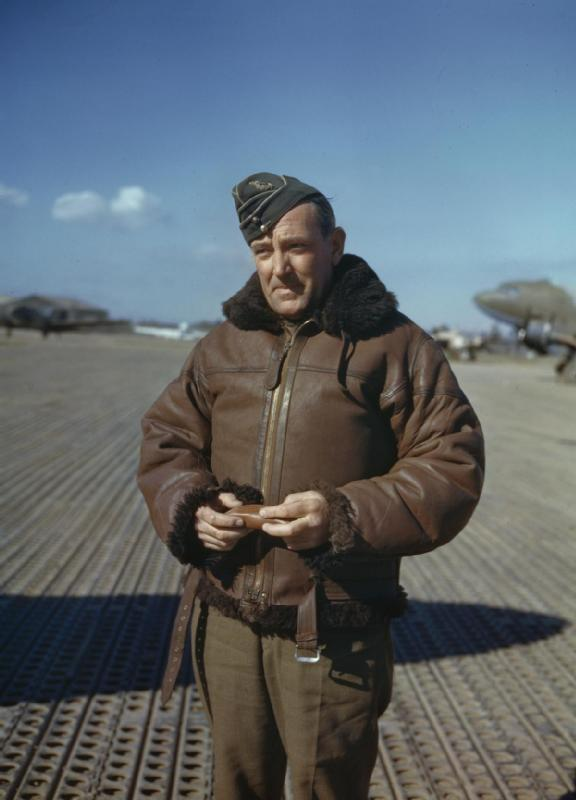
Артур Конингем

Как только стало известно, что Star Tiger был потерян, оставшиеся Avro Tudor BSAA были приземлены министром гражданской авиации Великобритании. Через несколько недель им разрешили перевозить груз, но не пассажиров, и им пришлось летать из Санта-Марии на Бермуды через Ньюфаундленд, что сократило самый длинный надводный отрезок на 250 миль (400 км).
Хотя управляющий директор Avro сэр Рой Добсон и Дон Беннетт из BSAA публично отвергли любое предположение о том, что самолёт был неисправен, министр решил, что судебное расследование («следственный суд») в отношении причины инцидента необходимо, впервые с момента потери дирижабля R101 в 1930 году. Беннетт так сильно возражал против этого, что BSAA уволила его.
Лорд Макмиллан был назначен руководителем расследования, которому помогали два эксперта (профессора авиации из Лондонского университета) и главный пилот British European Airways. В качестве эксперта также был приглашён профессор Арнольд Холл из Королевского авиационного института (RAE). Среди других лиц, участвовавших в расследовании, были Квентин Хогг, Джон Дональдсон и Джозеф Оррелл.
Расследование, которое проводилось публично в Church House, Вестминстер, началось 12 апреля 1948 года и продолжалось 11 дней. 21 августа доклад был представлен Лорду Пакенхему, который сменил Лорда Натана на посту министра гражданской авиации. В докладе подчёркивалось, что экипаж Star Tiger был очень опытным и обнаружил «отсутствие заботы и внимания к деталям» в плане полёта, но ничего серьёзного, что привело бы к аварии.

Следствие сообщало в заключении:
«…При полном отсутствии каких-либо достоверных доказательств относительно природы или причины аварии Star Tiger суд не смог сделать больше, чем предложить версии, ни одна из которых не достигает уровня даже вероятности. …. То, что произошло в этом случае, никогда не будет известно, и судьба Star Tiger останется неразгаданной тайной.»
Среди пассажиров был Артур Конингем, герой Второй мировой войны, бывший офицер авиации, главнокомандующий 2-й тактической авиагруппы во время битвы за Нормандию. Смерть Конингема появилась на первой странице Нью-Йорк Таймс, 31 января вместе с известием об убийстве Махатмы Ганди и смерти Орвилла Райта.

## Возможные причины

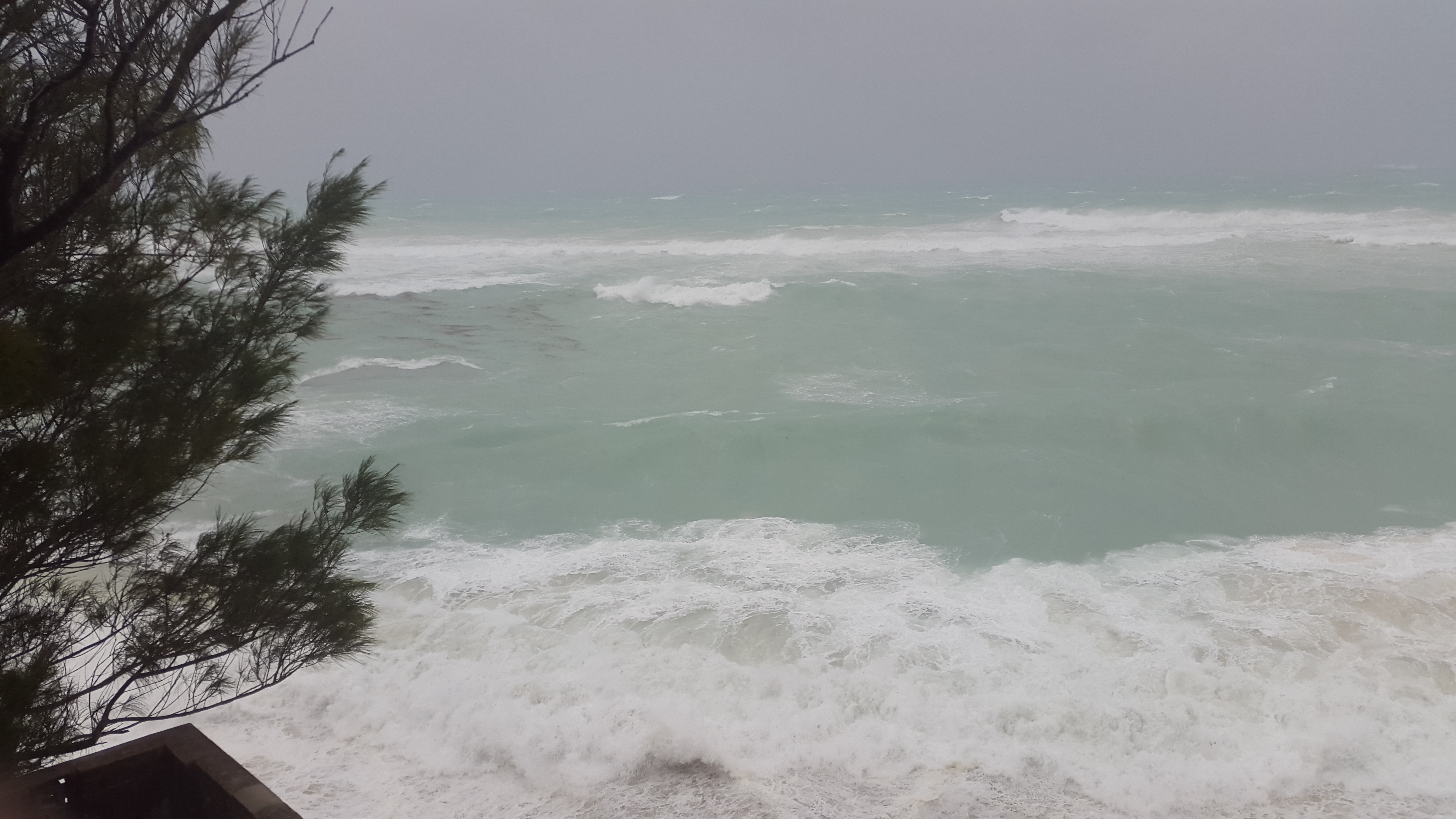
Типичный тропический шторм на Бермудских островах

Если бы радио Star Tiger отказало вскоре после 03:15, его капитан и штурман столкнулись бы с задачей определения местоположения небольшой группы островов размером 22 мили (35 км) с северо-востока на юго-запад, охватывающей общую площадь 20 кв. миль (52 км²) и оснащённой мощными огнями, которые были видны примерно за 30 миль (48 км) на предполагаемой высоте самолёта. В тот момент они находились в 340 милях (550 км) от островов с достаточным количеством топлива для 3 1⁄2 часов полёта. Получив точный пеленг, задача Макмиллана по посадке не была сама по себе трудной, за исключением того, что он остро осознавал тот факт, что не было никакого альтернативного аэропорта: ближайшей точкой на американском материке был мыс Хаттерас, 580 миль (930 км) на запад, далеко за пределами диапазона Star Tiger. Однако не было никаких доказательств того, что причиной катастрофы явились неисправность радиосвязи или навигационная ошибка.
Что касается отказа двигателя, то самолёт вполне мог долететь до Бермудских островов на двух двигателях. Однако отсутствие высоты сделало бы любую проблему управления более опасной. Высота, выбранная Star Tiger и Ланкастером, была намного ниже, чем обычно, и ни один предыдущий полёт BSAA не проходил так низко так долго. Прогнозы ветра были ненадёжны на протяжении всего путешествия, особенно внизу; следовательно, внезапный сильный порыв ветра мог резко погрузить самолёт в море, или невнимание со стороны экипажа в сочетании с неисправным высотомером могло позволить ему мягко нырнуть в море, не давая радисту возможности передать сигнал бедствия. Одно заметное несоответствие состояло в том, что, хотя запланированная крейсерская высота составляла 2000 футов, каждый отчёт о положении, переданный Star Tiger, давал высоту как 20 000 футов. Поскольку 20 000 футов были более типичной крейсерской высотой для этого маршрута, возможно, экипаж забыл, что они летели только на 2000 футов и просто приземлились на самолёте в море во время фазы спуска. Экипаж, возможно, был утомлён после долгого полёта, а современные высотомеры были склонны к неправильному пониманию уровня в тысячу футов. Однако самолёт был также оснащён радиовысотомером.
Дважды до этого на подобных рейсах Star Tiger был вынужден отклоняться в Гандер, Ньюфаундленд, и всего за два месяца до этого другой Тюдор IV обнаружил, что осталось только 100 имперских галлонов (450 литров; 120 американских галлонов) топлива; меньше, чем количество, на которое был перегружен Star Tiger.
Топливные краны для резервных баков находились в пассажирском отсеке и, если они ещё не были включены, чтобы переключиться на резервный бак, одному из членов экипажа пришлось бы идти на корму. Возможно, времени было недостаточно, учитывая высоту, на которой они летели.

## Последствия
Во время расследования Беннетт предположил, что и Star Tiger, и Star Ariel подверглись саботажу. Он также утверждал, что премьер-министр Клемент Эттли приказал прекратить все расследования инцидентов. Более поздняя теория состоит в том, что потеря топлива могла способствовать исчезновению самолёта.

## Бермудский треугольник
Из-за назначения на Бермудские острова исчезновение Star Tiger считается загадкой Бермудского треугольника. Тем не менее, по всем данным, самолёт исчез в северо-западном либо северо-восточном направлениях, далеко за пределами Бермудского треугольника.